# Iraq Body Count
Iraq Body Count är en sida på Internet. Där räknas antalet civila personer som dödats av den invaderade koalitionen sedan Irakkriget i leddes 2003. De beskriver sig själva som en "form av offentlig vakthund mot våra egna regeringar". Organisationen startades av tre anställda vid Keele university, professor emeritus i psykologi John Sloboda, professor Bulent Gokay och Kay Williams numer pensionerad från universitetsbiblioteket. Verksamheten har nominerats två gånger, 2015 (då var man topp fem) och 2016, till Nobels fredspris för "dess enastående bidrag till forskning inom säkerhet och mänskliga rättigheter, samt för dess inverkan på politiken rörande krigsoffer till följd av kampanjer i Mellanöstern".
Organisationen är baserad i Storbritannien och inrättades av frivilliga för att spåra dödsfall i Irak. Enligt The Guardian är websiten "allmänt känd som den mest tillförlitliga databasen över irakiska civila dödsfall". Statistiken bygger på data från korskontrollerade mediarapporter, sjukhus, bårhus, icke-statliga organisationer och officiella siffror.